# María Teresa Oller Benlloch
María Teresa Oller Benlloch (Valencia, 1920-ibidem, 2 de septiembre de 2018) fue una compositora y folclorista española. Desde los años 1950 llevó a cabo un extenso trabajo de campo para recopilar la música tradicional valenciana, ponerla en valor y darla a conocer en numerosas publicaciones.

## Trayectoria
Nació en el seno de una familia urbana y acomodada que vivía en la calle de Caballeros de Valencia. Su padre era abogado y su madre pianista. Fue la sexta de nueve hermanos, desde muy pequeña encontró en su casa el ambiente perfecto para empezar a estimar la música de la mano de su madre y de personas relevantes en el mundo musical que la rodeaban como fue el caso de Eduardo López Chávarri, gran amigo de su padre. 
Su interés desde la infancia no fue únicamente por la música académica sino también por la música popular. Desde bien pequeña sintió atracción por la música que oía en la calle, principalmente por la música de fiesta que protagonizaban la dulzaina y el tabalet en las fiestas de la ciudad como por ejemplo el Corpus y por las canciones de calle como las que cantaba el escobero, el castañero y el carpintero o aquellas que cantaban los niños como por ejemplo la Estoreta velleta o las canciones de arguilando. Así mismo las estancias en el más de su familia en Alcoy le hicieron conocer la música popular de carácter rural.
Estudió en el Conservatorio de Música de Valencia y obtuvo el “Premio extraordinario” en las disciplinas de piano y composición. Manuel Palau fue su maestro de composición, dirección de coros y orquesta, musicología y pedagogía musical y se convirtió en una discípula predilecta. Siguió los consejos del Mestre Palau y así amplió sus estudios de música con el profesor Ernet Jarnack, con la Orquesta Walker Wagenheim y con el especialista coral, Rafael Benedito. En 1954 obtuvo una pensión de la Diputación de Valencia para perfeccionar sus estudios de composición.
En 1954 fundó la Agrupación Vocal de Cámara de Valencia y en 1974 se hizo cargo de la dirección de la Coral Polifónica Valentina. En 1960 empezó su trayectoria como profesora de Armonía en el Conservatorio Superior de Música de Valencia hasta su jubilación a los 65 años. Era Académica de número de la Real Academia de Bellas artes de San Carlos desde el 13 de mayo de 1986. Fue asesora del Coro Popular y del Grupo de Danzas de Lo Rat Penat además de jefa de la Sección de Musicología de la misma entidad. 
María Teresa Oller ha realizado un gran trabajo de recopilación de la música popular. Con el Mestre Palau empezó a hacer los primeros trabajos de campo a lo largo de la década de 1950. Manuel Palau fue el director de Cuadernos de música folklórica valenciana que publicaba el Instituto de Musicología dependiente de la Institución Alfons el Magnánimo de la Diputación de Valencia.
De aquellos primeros trabajos hay que destacar la investigación realizada en la comarca de la Valle de Albaida donde visitó todos los pueblos mientras recopilaba canciones como el fandango de Palomar o las danzas de Bélgida. También hizo un extenso trabajo en la comarca de la Ribera del Júcar con la documentación de la música de Algemesí. De aquella época también es la recogida de la danza de los Porrots de Silla.

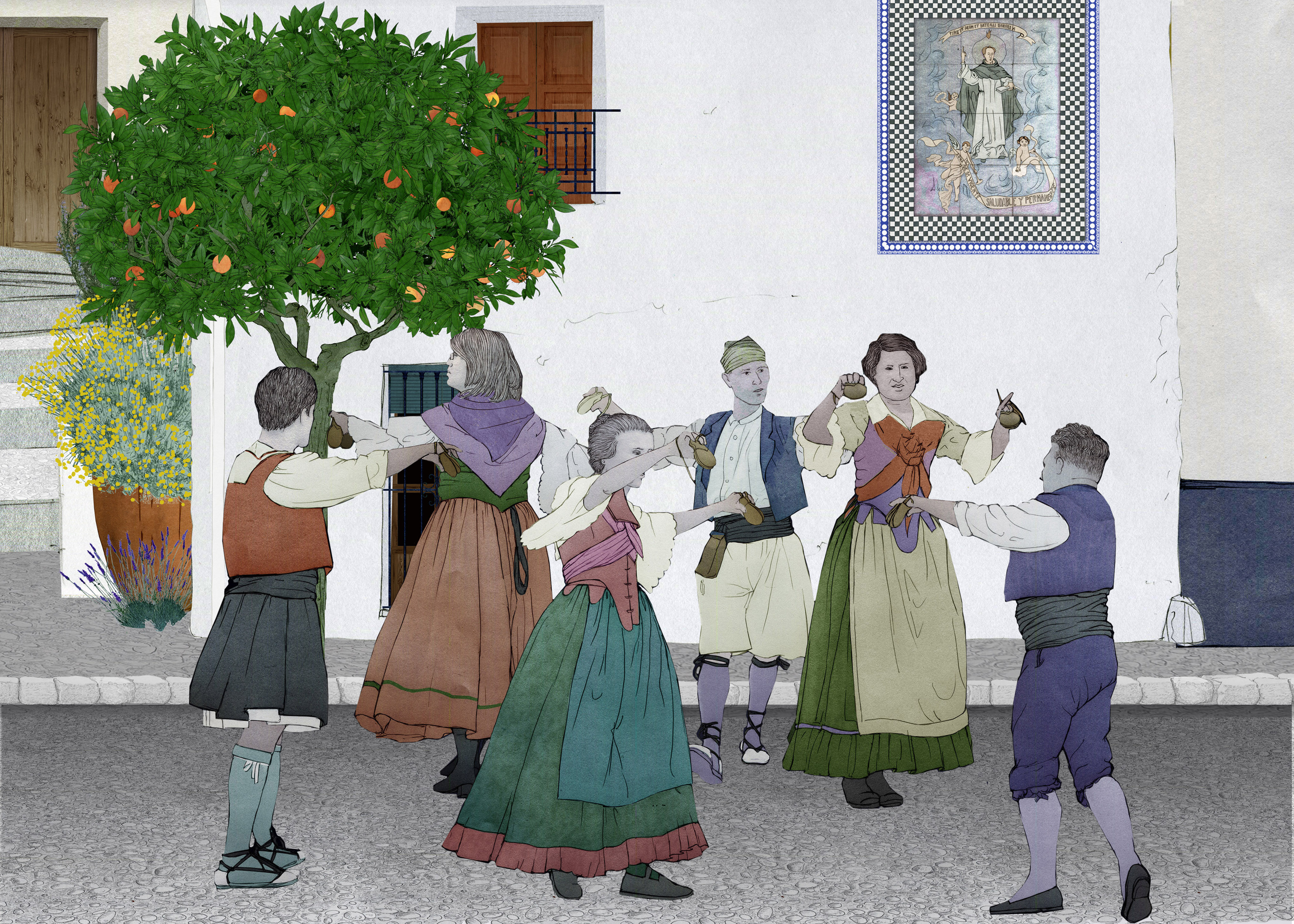
Danzas tradicionales valencianas

Investigó y transcribió polifonías de los siglos XVI, XVII y XVIII en el Archivo de la Catedral de Valencia y al Archivo del Real Colegio del Corpus Christi de Valencia.
A partir de 1974 empezó a trabajar con un equipo de recopiladores coordinados por Salvador Seguí Pérez del cual también formó parte Fermín Pardo Pardo, Sebastián Garrido, Ricardo Pitarch y José Luis López como transcriptor exclusivamente. La Fundación March financió este grupo a través de una beca concedida al musicólogo Salvador Seguí para viajar a las diferentes comarcas de la provincia de Valencia y recoger canciones y melodías.  María Teresa Oller fue la encargada de recorrer los pueblos de Los Serranos, el Campo de Turia, la Valle de Albaida y la Huerta de Gandía. En el año 1976, la Institución Alfons el Magnánimo de la que formaba parte la Sección de Música Folclórica del Instituto de Etnología Valenciana a la cual pertenecía este grupo, decidió apoyarlos para ampliar la investigación con interés por hacer un Cancionero tradicional musical de Castellón y Valencia y así completar la tarea desarrollada los últimos años por Salvador Seguí en la publicación del Cancionero de la provincia de Alicante. Como culminación de todo el trabajo de este periodo, en 1980, la Instituto Alfonso el Magnánimo publicó el Cancionero Musical de la provincia de Valencia en el cual colaboró Mª Teresa Oller.
Es en este periodo donde este equipo hizo una gran tarea de recopilación de materiales, textos y melodías de mayos de muchas poblaciones del Campo de Requena-Utiel, Valle de Ayora, algunas localidades de Huerta de Valencia, Serrania del Túria y Rincón de Ademuz.
En 1988 Mª Teresa Oller y Fermin Pardo vuelven a formar equipo para presentar a la Institución Valenciana de Estudios e Investigación (IVEI) un proyecto monográfico dedicado al canto de los mayos en las Comarcas de la Comunidad Valenciana. La institución les concedió una ayuda económica que hizo posible aumentar la colección de textos y melodías que Mª Teresa Oller transcribió y analizó.
Hacia 1990 Mª Teresa Oller y Fermín Pardo realizaron un trabajo inédito de recopilación de toda la música que rodea el Rosario de la Aurora en la provincia de Valencia para el Instituto Alfons el Magnánimo de la Diputación de Valencia.
Ha participado en numerosas publicaciones relacionadas con la música popular valenciana (Canto valenciano), así como en congresos y jornadas. Fue colaboradora en el diario Levante donde publicó diferentes trabajos de investigación y reseñas de crítica musical de conciertos y óperas celebradas en Valencia.
Falleció el 3 de septiembre de 2018 a la edad de 97 años.

## Obra
- Armiñana, Rosa; Oller, María Teresa. Voces de un pueblo : Bechí.  Valencia: Institut d'Estudis Valencians, 1983.
- Bartual, Rosa; Oller, María Teresa; Madrid, Jesús A. L'albà de l'Alcora.  Valencia: Lo Rat Penat, 2003.
- Oller, María Teresa. Canciones tradicionales valencianas, pascueras.  Valencia: Aula Enric Martí de Cultura Tradicional Valenciana, Universidad Politécnica de Valencia, [2011].
- Oller, María Teresa. Canciones tradicionales valencianas infantiles y de cuna.  Valencia: Aula de Cultura Tradicional Valenciana, Universidad Politécnica de Valencia, [2006].
- Oller, María Teresa. Cançons narratives valencianes.  Valencia: Lo Rat Penat, 2000.
- Oller, María Teresa. Frases, sentències i dites valencianes.  Valencia: Lo Rat Penat, D.L. 2011.
- Oller, María Teresa. La canción campesina en el folclore musical valenciano.  Valencia: Aula de Cultura Tradicional Valenciana, Universidad Politécnica de València, [2007].
- Oller, María Teresa. La música coral valenciana.  Madrid: Sociedad Española de Acústica, [can. 1972].
- Oller, María Teresa. La navidad en Valencia.  Valencia: Aula de Cultura Tradicional Valenciana, Universidad Politécnica de Valencia, D.L. 2004.Oller, María Teresa. Las canciones de trilla del arroz en la valenciana Ribera del Júcar.  Zaragoza: Institución "Fernando el Católico", 1969.
- Oller, María Teresa. La Pasión de Jesús de Nazareth en la canción tradicional valenciana.  Valencia: Aula Enric Martí de Cultura Tradicional Valenciana, Universidad Politécnica de Valencia, [2010].
- Oller, María Teresa. Lieder (soprano and piano)[Serie La invisibilitat sonora, nº 5]. Valencia: Tot per l´aire, 2024.
- Oller, María Teresa. Los "gozos" en la tradición musical del pueblo valenciano.  Valencia: Aula Enric Martí de Cultura Tradicional Valenciana, Universitat Politècnica de València, D.L. 2009.
- Oller, María Teresa. Panorámica de la canço i la dansa tradicional : conferencia pronunciada amb motiu de la clausura del curs academic 1996-97.  Madrid: Lo Rat Penat, 1998.
- Oller, María Teresa. Piezas para piano (Capricho en estilo popular, Preludio en do sostenido menor, Campanes de Nadal)[Serie La invisibilitat sonora, nº 5]. Valencia: Tot per l´aire, 2022.
- Oller, María Teresa; Bartual, Rosa. Tot menos apurarse: canciones humorísticas valencianes.  [Valencia]: Aula de Cultura Tradicional Valenciana, Universidad Politécnica de Valencia, D.L. 2007..
- Oller, María Teresa; Calatayud, Vicent Ramon. Contar y cantar: recoge de narraciones y canciones populares valencianas.  Valencia: Lo Rat Penado, D.L. 1994.
- Oller, María Teresa; Martí, Enric. Panorámica de la música y danza tradicional valenciana..  [Valencia]: Aula Enric Martí de Cultura Tradicional Valenciana, Universidad Politécnica de Valrncia, D.L. 2007.
- Oller, María Teresa; Palau, Manuel. Madrigales y canciones polifónicas: autores anónimos de los siglos XVI y XVII: Archivo de la S. I. M. Catedral de.  [Valencia]: Instituto Valenciano de Musicología, 1958.
- Oller, María Teresa; Martí, Enric. Panorámica de la música y danza tradicional valenciana..  [Valencia]: Universidad Politécnica, D.L. 1998.
- Pardo, Fermín; Oller, María Teresa. Los mayos en el Campo de Requena-Utiel y otras comarcas valencianas.  [Requena]: Centro de Estudios Requenenses, D.L. 1997.
- Seguí, Salvador; Oller, María Teresa; Pardo, Fermín; Jesús-María, José A. Danzas de Titaguas.  Valencia: Sección Folclore Musical. Instituto de Etnología Valenciana. Institución Alfons el Magnánimo, 1979 (Cuadernos de música folclórica valenciana. Segunda época ; 2).
- Seguí, Salvador; Oller, María Teresa; López, José Luis; Pardo, Fermín; Garrido, Sebastián. Cancionero musical de la provincia de Valencia. Valencia: Institución Alfonso el Magnánimo, 1980.